# Hellraiser: Hellworld
Série Hellraiser
Deader
(2005) Revelations
(2011)
Pour plus de détails, voir Fiche technique et Distribution.
Hellraiser: Hellworld est un film américain réalisé par Rick Bota, sorti en 2005, c'est le huitième film de la saga Hellraiser.
Le film suit un groupe d'ados fans de jeux vidéo qui reçoit une invitation du site web Hellworld pour participer à une partie multijoueurs. L'endroit où doit se dérouler cet événement est un vieux manoir reculé, endroit dans lequel ils vont vivre leurs pires cauchemars.

## Synopsis
Le film présente un cercle de jeunes qui sont accros à Hellworld, un jeu informatique en ligne basé sur la série Hellraiser. Le film s'ouvre sur l'enterrement d'Adam, l'un des amis obsédé par le jeu qui, finalement, s'est suicidé après s'être trop immergé dans le jeu. Les cinq amis se reprochent de n'avoir pas empêché le suicide d'Adam.
Deux ans plus tard, ils participent néanmoins à une partie privée dans un vieux manoir après avoir reçu une invitation en ligne. Mike, Derrick et Allison sont enthousiastes à ce sujet, tandis que Chelsea les accompagne de mauvais gré. Jake, qui est encore bouleversé par la mort d'Adam, ne consent à se manifester qu'après qu'une joueuse d'Hellworld avec qui il a entamé une amitié en ligne lui demande d'y assister, afin qu'ils puissent se rencontrer. Le groupe est cordialement accueilli par l'hôte de la partie (Lance Henriksen), d'âge moyen, qui leur offre les boissons, leur montre les alentours de la maison (prétendument un ancien couvent mais il s'agit d'un asile construit par Lemarchant), et leur fournit des téléphones cellulaires pour communiquer avec d'autres clients.
Tandis que la partie progresse, Allison, Derrick et Mike se retrouvent piégés dans des parties séparées de la maison, et sont horriblement tués par lui, par Pinhead, ou par ses sbires cénobites. Jake et Chelsea deviennent mystérieusement invisibles pour les autres invités de la fête, et sont traqués par l'hôte et les cénobites.
Se terrant dans le grenier, Chelsea retrouve des objets appartenant à Adam, et découvre que l'hôte est son père, qui accuse les joueurs d'Hellworld de ne pas l'avoir aidé à briser sa dépendance. Chelsea et Jake tentent de fuir, seulement pour découvrir qu'ils sont enterrés vivants depuis leur arrivée et reçoivent des messages provenant de l'hôte via les téléphones cellulaires dans leurs cercueils respectifs. L'hôte les informe qu'ils viennent tout juste de sortir d'une hallucination provoquée par un psychédélique puissant, et que les événements de la soirée ont été le résultat de la suggestion hypnotique avec leurs consciences coupables. Avant de partir, il laisse Chelsea sachant qu'Allison, Derrick et Mike ont tous péri dans leurs cercueils, et que seule elle et Jake sont en vie. Chelsea commence à se glisser dans une autre hallucination quand elle est brusquement tirée dehors par les policiers et les ambulanciers, informés par un coup de téléphone de Chelsea. En regardant vers la maison, Chelsea voit Adam debout derrière la fenêtre.
Plus tard, l'hôte se trouve dans une chambre à coucher, en ouvrant une valise contenant les possessions d'Adam. Il trouve et ouvre la boîte de Lemarchant, qui appelle les vrais cénobites. Pinhead loue l'ingéniosité d'Adam et se moque de l'incrédulité de l'hôte avant de le tuer. Jake et Chelsea conduisent au lever du soleil, quand ils reçoivent un mystérieux appel téléphonique de l'hôte, qui apparaît soudainement sur la banquette arrière. Les deux accidentent presque la voiture. La dernière scène montre la police entrer dans la chambre où l'hôte a ouvert la boîte, les murs ensanglantés et la boîte sur le sol.

## Fiche technique
- Titre : Hellraiser: Hellworld
- Réalisation : Rick Bota
- Scénario : Joel Soisson et Carl V. Dupré
- Photographie : Gabriel Kosuth
- Musique : Lars Anderson
- Production : Nick Phillips, Ron Schmidt
- Sociétés de production : Dimension Films, Miramax Films et Castel Film Romania
- Budget : 5 millions de dollars (3,67 millions d'euros)
- Pays de production : États-Unis
- Format : Couleurs  - 35 mm - 1,85:1 - Dolby Digital
- Genre : Horreur et fantastique
- Durée : 91 minutes
- Dates de sortie : 
  - États-Unis : 6 septembre 2005 (en DVD)
  - France : 25 octobre 2006 (en DVD)
- Interdit aux moins de 12 ans

## Distribution
- Lance Henriksen : l'Hôte
- Katheryn Winnick (VF : Laura Préjean) : Chelsea
- Christopher Jacot (en) (VF : Paolo Domingo) : Jake
- Khary Payton (VF : Frantz Confiac) : Derrick
- Henry Cavill (VF : Romain Redler) : Mike
- Anna Tolputt (VF : Chantal Macé) : Allison
- Doug Bradley : Pinhead
- Stelian Urian : Adam
- Catalina Alexandru : sœur Ursala
- Victor McGuire : un officier de police
- Magdalena Tun : la danseuse sexy de Derrick
- Gavril Patrv : le type grossier
- Desiree Malonga : la danseuse masquée de Mike
- Costi Mirica : un officier de police
- Gary J. Tunnicliffe : le cénobite Bound (non crédité)

## Autour du film
- Le tournage s'est déroulé à Bucarest, en Roumanie.
- Hellraiser 7 et 8 ont été tournés l'un à la suite de l'autre[1].
- On retrouve au casting de ce huitième épisode le jeune Henry Cavill, alors inconnu, mais qui huit ans plus tard sera le Superman de Zack Snyder dans Man of Steel.
- A noter aussi la présence de Katheryn Winnick , Lagertha dans Vikings, dans le rôle principal.
- Khary Payton joue le rôle de Ezekiel dans The Walking Dead ainsi que Cyborg dans le dessin-animé : Teen Titans
- Dernière apparition du cénobite Pinhead sous les traits de l'acteur britannique Doug Bradley.

## Bande originale
- Stay With Me (Unlikely), interprété par Celldweller
- Frozen, interprété par Celldweller